# Bogdán Csaba
Bogdán Csaba (Budapest, 1960. augusztus 18. –) magyar gitáros, dalszerző, producer, menedzser.

## Tanulmányai
13 éves koráig magántanártól tanult zongorázni, majd két évig gitározni tanult a Csepeli Zeneiskolában. 1976-ban korengedménnyel kapott basszusgitárosi működési engedélyt. 1976-tól 1978-ig a Vasutas Zeneiskolában Babos Gyulánál tanult. 1978-től 3 évig az OSZK Zenestúdióban Kovács Andor tanítványa. 1981–82-ben Snétberger Ferenc növendéke a Postás Zeneiskolában. 1982-ben felvételt nyert a Bartók Béla konzervatórium Jazz gitár tanszakára Babos Gyula növendékeként. 1985-ben jeles eredménnyel diplomázott, mint jazz előadóművész.
Középiskolai tanulmányait a Budapesti Piarista Gimnáziumban végezte 1974-től 1978-ig. Ezután a Hangszerkészítő Iskolában 1980-ban zongorakészítő szakmát szerzett.

## Pályafutása
Profi pályafutását a Beatricében kezdte 1981-ben. Utána a Solarisban játszott 1 évig. 1982 augusztusban az Első Emelet együttes alapító tagja lett. 1992-től saját hangstúdiót üzemeltet TBT Stúdió néven. 1995-től Szandi menedzsere, valamint újból Solaris-tag. Zeneszerzőként olyan Első Emelet slágereket jegyez, mint az Állj, vagy lövök, A film forog tovább, Táncosnő. Írt lemezt Kiki-nek és készített albumot Flipper Öcsivel is. Szandinak több, mint 200 dalt ír már. Köztük egy Japánban megjelent angol nyelvű albumot is. A Solaris albumain is ő az egyik zeneszerző. A zenekarral a mai napig koncerteznek és lemezeket jelentetnek meg. 2020-ban volt 40 éves a csapat. Koncerteztek már az USA-ban, Mexikóban többször is és Brazíliában is. 
Felesége Szandi (eredeti neve: Pintácsi Alexandra), akivel 1999-ben házasodtak össze, három gyermekük született: Blanka, Domonkos és Csaba.
Számtalan lemez készítésében közreműködött. Közel 3 millió példányban eladott lemezen zeneszerző, hangszeres közreműködő, vagy hangmérnök, zenei rendező. 13 arany- és 16 platinalemez, ezek között van egy ötszörös platinalemez is, amelyet a Hupikék Törpikék: Buli van Aprajafalván CD hangmérnöki és stúdiómunkájáért kapott 1997-ben.

## Zenekarok
- 1976–1978: Beat-mise zenekar Kisszabó Gáborral és Bátor Tamással
- 1977–1979: Maligán 77, MV-Rock, Inflexió együttes
- 1979: Hidrogén együttes
- 1981: Beatrice
- 1981-82: Solaris
- 1982-től Első Emelet, melynek egyik alapító tagja
- 1995-től újra Solaris

## Díjak
- Az Év gitárosa /Pop Meccs/ 4-szer: 1985; 1986; 1987; 1989

## Lemezei, közreműködései
- Solaris: Marsbéli krónikák, Solaris 1990, Live in Los Angeles, Nostradamus, Archív 2. – Noab, Marsbéli krónikák 2., Nostradamus 2.
- Beatrice: Betiltott dalok II./1981 (Tudományos Rockizmus, 1981) (2013)
- Első Emelet: 1.,2.,3.,4., Naplemez, Turné 88, Vadkelet, Kis generáció, Best of Első Emelet
- Szandi: I Love You Baby, Szandi, Szandili, Bumeráng Party, Azok a szép napok, Kedvenc dalaim, Dancing Flame (angol nyelvű lemez), Dúdold a szív dallamát, Minden percem a szerelemé, Egyszer az életben, Tárd ki a szíved, Best of Szandi 2006, Rabold el a szívemet, Szandi 25, Bolond nyár
- Linda (3 lemez)
- Szűcs Judith, Flipper Öcsi, Kiki, Kollár Attila, Cziglán István, Ulmann Zsuzsa: Cabaret, Modern Hungária, Plexi-Frutti, Modern System, Kisszabó Gábor, Pop Tari Top, Három Kívánság, Minimax Slágerek, Latin szenvedély, Marcipán cica
- Dance Party az Első Emeleten
- Hupikék Törpikék: Buli van Aprajafalván, Törparty, Buli a hóban, Hajrá törpök, Az apraja nagyja, Hupi Birthday, Hupikék törpkarácsony, Hupikék hópihék, Örökzöldek hupikékben, Hepi Hupileum, Aprajafalva dalnokai
- Exotic: Holdfénytánc, Exotic 2. Vadnyugat, The song of Freedom – zenei rendezés
- Dancing Flame, és a You Never Know, ami Japánban egy válogatáslemezen (világsztárok társaságában) 260 000 példányban kelt el, A Yodeling's on the scene pedig több mint 300 ezer példányban Japánban.
- Kiki: Szerelem – sztrájk

## Reklám- és főcímzenék
- Kincstárjegy, Miss Pop-Corn, Euro-Tours (zene), Kontrax, Postabank, Shell, Floriol, Honda, Malév AirTours (gitározás), Szombat esti extázis, Slágerlista (Danubius)

## Külföldi fellépések
- Svájc, NDK, Csehszlovákia, Jugoszlávia, Románia, USA (kétszer), Brazília, Mexikó (kétszer), Csehszlovákia